# Ratpenat de ferradura d'Andaman
El ratpenat de ferradura d'Andaman (Rhinolophus cognatus) és una espècie de ratpenat de la família dels rinolòfids. Viu a l'Índia. El seu hàbitat natural són selves tropicals i també en els boscos de manglars. L'amenaça significativa per a la supervivència d'aquesta espècie és la pertorbació humana i natural, com el cas del tsunami del 2004, on va augmentar sobtadament el nivell del mar en moltes illes de l'oceà Índic.